# Cartea lui Tobit

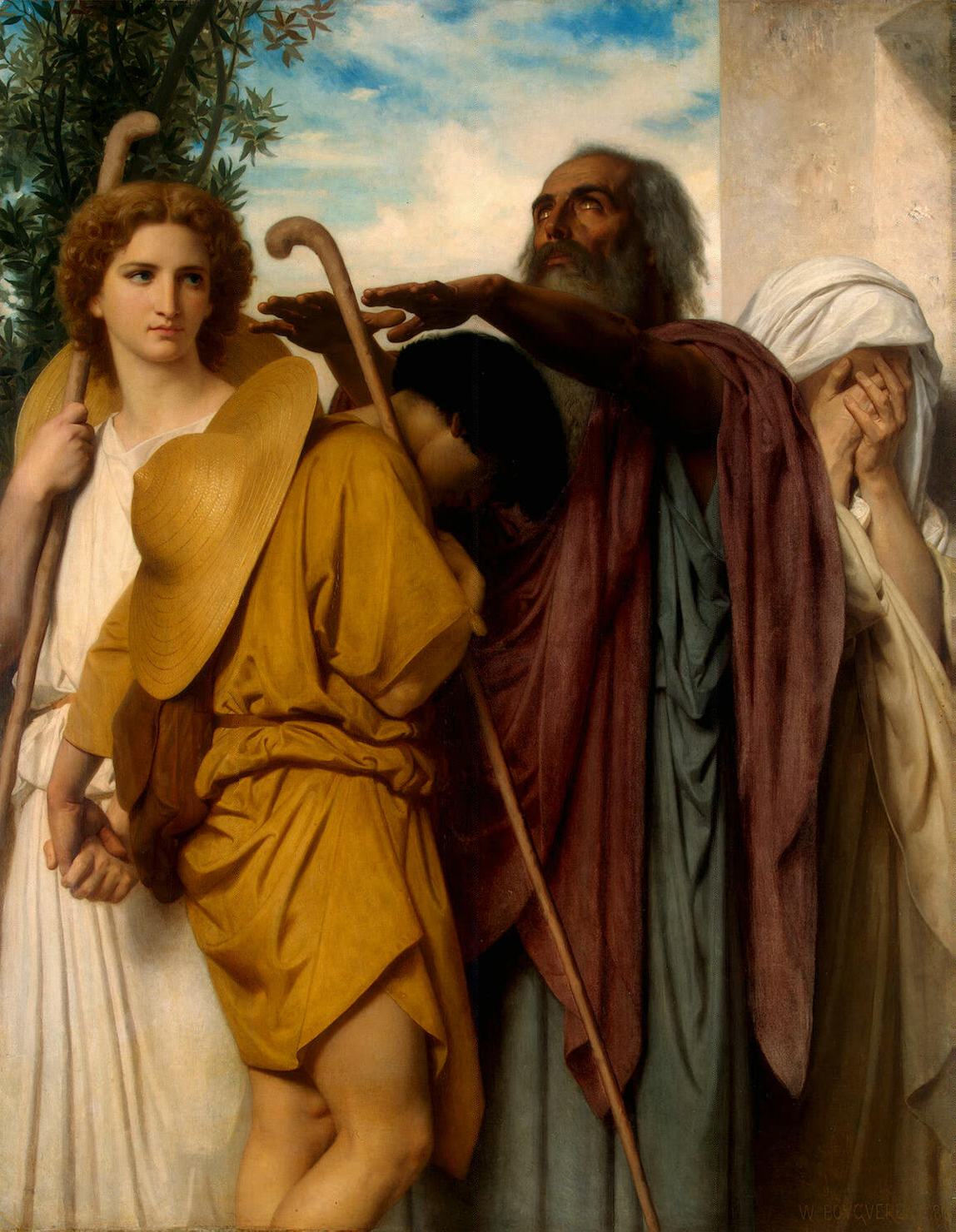
Tobie luându-și rămas bun de la tatăl său, pictură realizată de William-Adolphe Bouguereau

Cartea lui Tobit (sau Cartea lui Tobie, în greacă:Το βιβλίο Τωβίτ sau Τωβίθ, în ebraică:ספר טוביה Sefer Tovyá) este o scriere iudaică, din perioada celui de-al Doilea Templu din Ierusalim, la origine redactată probabil în limba arameică sau în ebraică și care figurează în cadrul Septuagintei, versiunea greacă a Bibliei ebraice. Ea este considerată canonică de către creștinii catolici și ortodocși și aceasta prin Sinodul de la Cartagina din 397, lucru reconfirmat prin Conciliul Tridentin din 1546, și este considerată necanonică de către cultul iudaic, Biserica Anglicană și de cea protestantă.

## Conținut

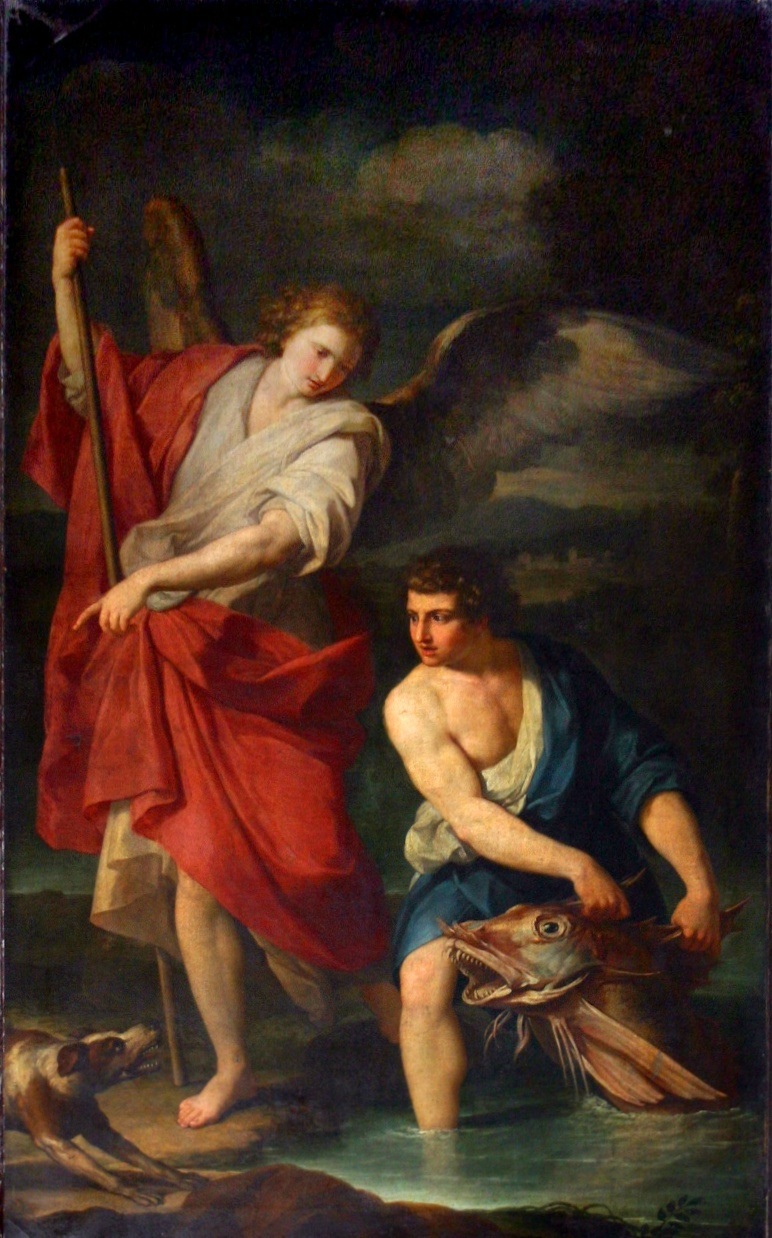
Tobie și arhanghelul Rafael prinzând pește împreună (pictor anonim italian din secolul al XVII-lea)

În linii mari, Cartea lui Tobit relatează victoria purității sufletești, autostăpânirii și cumpătării asupra avariției și lăcomiei considerate demonice.
Perioada istorică s-a situat undeva între anii 700-600 î.Hr. Tobit aparținea tribului evreesc Naftali și trăia în exil în Ninive, deoarece triburile israelinene de nord fuseseră deportate în perioada regelui asirian Sargon al II-lea.
Tobit un bun credincios, este supus prigoanei de către regele Senaherib pentru binefacerile aduse dușmanilor acestuia din urmă.
Însă în scurt timp regele este asasinat de unul din fiii săi care îi succede, iar cu administrarea tezaurului regatului este numit chiar Ahiacar, nepotul lui Tobit.
La masa festivă ocazionată de reîntorcerea din pribegie, Tobit continuă binefacerile și înmormântează, conform doctrinei evlavioase evreiești, un condamnat la moarte din neamul său israelit.
Rămas orb datorită faptului că niște vrăbii au lăsat necurăție în ochii lui, Tobit rămâne sub îngrijirea lui Ahiacar.
Ajuns la limita sărăciei, Tobit și-a reamintit că odată, făcuse un depozit de arginți la Rages, în Media. L-a trimis acolo pe fiul său, Tobias junior sau Tobie, împreună cu un tovarăș de drum, ce se recomandă a fi Azaria  care de fapt era Arhanghelul Rafael, deghizat în evreu, să recupereze acei bani.
În timpul călătoriei au loc întâmplări cu caracter miraculos.
Astfel, în timp ce se scălda în Tigru, Tobie este atacat de un pește uriaș.
Reușește să îl învingă și, sfătuit de Rafael, extrage viscerele acestuia, căci conform spuselor arhanghelului, fumul din inima și ficatul peștelui ar avea puterea de a exorciza demonii și că alifia făcută din splină, ar poate vindeca orbirea.

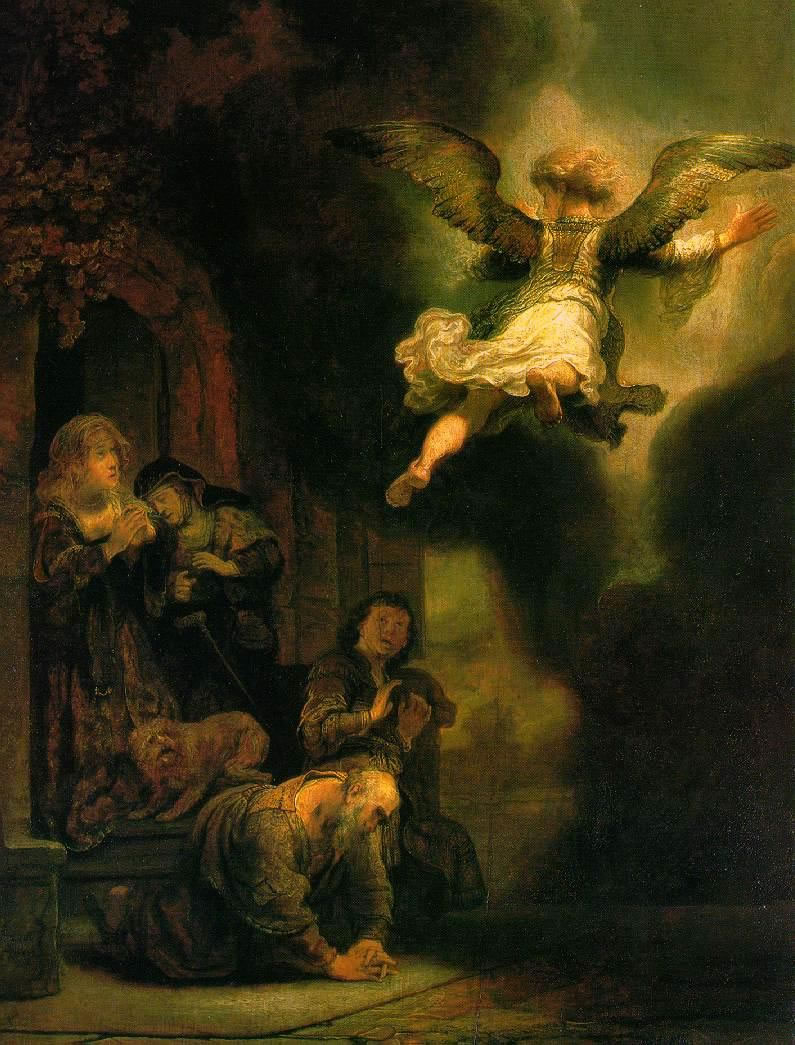
Plecarea spre ceruri a arhanghelului Rafael (Rembrandt)

Pe drum, Rafael și tânărul Tobie s-au oprit în Ecbatana (Media), unde locuia Raguel, un membru al familiei lui Tobias. Fata acestuia, Sarah, fusese măritată de șapte ori, dar mirii fuseseră uciși de către demonul adulterului (preacurviei), Asmodeus, chiar înainte de noaptea nunții.
Sfătuit de Rafael, Tobie o cere de soție pe fiica lui Raguel.
Rafail (care în ebraică înseamnă leacul lui Dumnezeu) în sfătuiește să afume camera nupțială și să aducă ofrande pentru spulbera influența nefastă a demonului.
Tobie o ia pe Sara de soție și merge în continuare către posesorul comorii.
Tobie recuperează banii și, din nou ajutat de Rafael, aduce leacul pentru orbirea tatălui său.
Ajuns acasă, Tobie folosește leacul miraculos și redă tatălui său vederea.
Când bătrânul Tobit vrea să-l răsplătească pe Azaria pentru efortul pe care l-a depus însoțindu-l pe fiul său, acesta își dezvăluie adevărata identitate și-i îndeamnă pe toți la recunoștință față de Dumnezeu, care, de fapt, îi ajutase, apoi îngerul dispare în împărăția cerurilor.
În încheiere, Tobit adresează imnuri de slavă divinității, povățuindu-l și pe fiu să se comporte drept și să păstreze credința.